# Windsor Heights (Iowa)
Windsor Heights ist eine Stadt (mit dem Status "City") im Polk County im US-amerikanischen Bundesstaat Iowa. Das U.S. Census Bureau hat bei der Volkszählung 2020 eine Einwohnerzahl von 5.252 ermittelt.
Windsor Heights ist Bestandteil der Metropolregion um Iowas Hauptstadt Des Moines.

## Geografie
Windsor Heights liegt im westlichen Zentrum Iowas, an der westlichen Stadtgrenze von Des Moines. Der Süden des Stadtgebiets wird vom Walnut Creek durchflossen, der über den Raccoon River und den Des Moines River zum Stromgebiet des Mississippi gehört.
Die geografischen Koordinaten von Windsor Heights sind 41°35′52″ nördlicher Breite und 93°42′30″ westlicher Länge. Die Stadt erstreckt sich über eine Fläche von 3,65 km² und liegt in der Walnut Township.
Nachbarorte von Windsor Heights sind Urbandale (an der nördlichen Stadtgrenze), Des Moines (an der östlichen Stadtgrenze), West Des Moines (an der südlichen und südwestlichen Stadtgrenze) sowie Clive (an der westlichen Stadtgrenze).
Das Stadtzentrum von Des Moines liegt 9 km östlich. Die nächstgelegenen weiteren größeren Städte sind die Twin Cities (Minneapolis und St. Paul) in Minnesota (401 km nördlich), Rochester in Minnesota (347 km nordnordöstlich), Waterloo (185 km nordöstlich), Cedar Rapids (195 km ostnordöstlich), Iowa City (192 km östlich), Kansas City in Missouri (304 km südsüdwestlich), Nebraskas größte Stadt Omaha (216 km westsüdwestlich), Sioux City (294 km westnordwestlich) und South Dakotas größte Stadt Sioux Falls (431 km nordwestlich).

## Verkehr
Der Interstate Highway 235, der die westliche Ausfallstraße von Des Moines bildet, führt durch den Süden von Windsor Heights. Im Norden wird das Stadtgebiet vom gleichfalls zum Freeway ausgebauten U.S. Highway 6 begrenzt. Die östliche Grenze des Stadtgebiets von Windsor Heights wird vom Iowa State Highway 28 gebildet. Alle weiteren Straßen sind untergeordnete Landstraßen, teils unbefestigte Fahrwege sowie innerörtliche Verbindungsstraßen.
Der nächste Flughafen ist der 16 km südsüdöstlich gelegene Des Moines International Airport.

## Bevölkerung
Nach der Volkszählung im Jahr 2010 lebten in Windsor Heights 4860 Menschen in 2167 Haushalten. Die Bevölkerungsdichte betrug 1331,5 Einwohner pro Quadratkilometer. In den 2167 Haushalten lebten statistisch je 2,24 Personen.
Ethnisch betrachtet setzte sich die Bevölkerung zusammen aus 91,1 Prozent Weißen, 3,5 Prozent Afroamerikanern, 0,1 Prozent amerikanischen Ureinwohnern, 2,4 Prozent Asiaten, 0,1 Prozent Polynesiern sowie 1,2 Prozent aus anderen ethnischen Gruppen; 1,6 Prozent stammten von zwei oder mehr Ethnien ab. Unabhängig von der ethnischen Zugehörigkeit waren 3,7 Prozent der Bevölkerung spanischer oder lateinamerikanischer Abstammung.
19,9 Prozent der Bevölkerung waren unter 18 Jahre alt, 62,2 Prozent waren zwischen 18 und 64 und 17,9 Prozent waren 65 Jahre oder älter. 52,4 Prozent der Bevölkerung waren weiblich.
Das mittlere jährliche Einkommen eines Haushalts lag bei 65.816 USD. Das Pro-Kopf-Einkommen betrug 31.977 USD. 7,4 Prozent der Einwohner lebten unterhalb der Armutsgrenze.